# Montrose (Kolorado)
Montrose – miasto w Stanach Zjednoczonych, w stanie Kolorado, w hrabstwie Montrose.